# Mudez
Mudez ou afonia é uma deficiência que indica incapacidade total ou parcial de produzir fala.

## Causas de mudez
As principais causas de mudez são físicas, podem estar relacionadas com a garganta, cordas vocais, língua, boca, pulmões ou outros.
A mudez é muitas vezes associada à surdez, isto porque os surdos de nascença, por nunca terem ouvido, dificilmente aprenderão a falar.
Uma pessoa pode nascer muda, ou adquirir a mudez mais tarde, como resultado de algum acidente ou devido à exposição a determinados produtos químicos.